# 北京林業大学
北京林業大学（英語: Beijing Forestry University）は、中国北京市海淀区に本部を置く中国の公立大学。1902年創立、1952年大学設置。
大学の略称は北林。2015年12月時点では、学校の面積は12,330畝、建築面積は1,453畝、生徒数約30,396人、本科生13,324人、研究生4,965人、教職員1,871人。

## 略歴
西原大学校は1902年に設置された京師大学堂農業科林学目が前身である。
1952年、中華人民共和国成立に伴う高校間の学部などの調整により、各院系分離。北京農業大学森林系と河北農学院森林系が統合され、「北京林学院」となる。 
1956年、北京農業大学造園系、清華大学建筑系を吸収合併する。
1960年、中華人民共和国教育部は学校を中国63所重点高等院校の一に認定した。
1965年、北京林学院園林専業を停学、園林系を取消。
1969年、文化大革命の時、雲南省麗江市に移転、「麗江林学院」に改称。後、下関市に移転、「雲南林業学院」に改称。
1973年、昆明市安寧県楸木園に移転、云南農業大学林学系を吸収合併する。
文化大革命が終わった後、北京市に移転、「北京林学院」に復名。
1977年、園林系が開系。
1984年、鄧小平が学校名をつける
1985年、名称を北京林業大学に変更。
1996年、中華人民共和国教育部は学校を中国高校211工程の一に認定した。
2011年、北京高科大学連盟に参加。
2013年、材料科学と工程学院の芸術設計系、工学院の工業設計系、信息学院の動画系を撤銷、北京林業大学芸術設計学院が開院。

## 基礎データ
- 所在地
  - 校本部：北京市海淀区
  - 鷲峰校区

- 校訓
  - 「知山知水、樹木樹人」。校名は『管子』の「権修」に見える「一年之計、莫如樹谷。十年之計、莫如樹木。終身之計、莫如樹人。」の名句に由来する。

## 組織
「学院」も「系」も日本の大学の学部にほぼ相当する。「学部」は「学院」と「系」の上の編成で、実体はなく、日本の「学部」とは位置付けが異なっている。妙訳がないのでそのまま記す。
- 林学院
- 水土保持学院
- 生物科学と技術学院
- 園林学院
- 経済管理学院
- 工学院
- 材料科学と技術学院
- 人文社会科学学院
- 外語学院
- 信息学院
- 理学院
- 自然保護区学院
- 環境科学と工程学院
- 芸術設計学院
- 継続教育学院
- 国際学院

## 附属機関

### 附属図書館
- 図書館 - 蔵書数は全館合計で約173万冊

## 大学の人物一覧

### 教授
- 学長：宋維明[2]
- 党委書記：王洪元[2]
- 教授
  - 中国工程院院士：沈国舫、孟兆禎、尹偉倫、李文華
  - 中国科学院院士：徐冠華、張新時、唐守正、方精雲、崔鵬

### 歴代学長
| 任期                 | 名字   | 注 |
| -------------------- | ------ | -- |
| 1953年1月—1962年12月 | 李相符 |    |
| 1961年2月—1966年12月 | 胡仁奎 |    |
| 1972年5月—1978年2月  | 甄林楓 |    |
| 1982年1月—1984年2月  | 陳陸圻 |    |
| 1984年2月—1985年8月  | 閻樹文 |    |
| 1985年8月—1986年2月  | 閻樹文 |    |
| 1986年2月—1993年7月  | 沈国舫 |    |
| 1993年7月—2000年1月  | 賀慶棠 |    |
| 2000年1月—2004年7月  | 朱金兆 |    |
| 2004年7月—2010年8月  | 尹偉倫 |    |
| 2010年8月現在        | 宋維明 |    |

### 歴代書記
| 任期                  | 名字   | 注 |
| --------------------- | ------ | -- |
| 1952年11月—1953年3月  | 陳致生 |    |
| 1953年3月—1954年3月   | 楊紀高 |    |
| 1954年3月—1955年5月   | 楊紀高 |    |
| 1955年6月—1956年6月   | 楊錦堂 |    |
| 1956年7月—1957年1月   | 李相符 |    |
| 1957年1月—1958年9月   | 李相符 |    |
| 1958年10月—1960年10月 | 張紀光 |    |
| 1960年11月—1980年9月  | 王友琴 |    |
| 1986年2月—1987年11月  | 閻樹文 |    |
| 1990年9月—1993年7月   | 米国元 |    |
| 1993年7月—1996年12月  | 顧正平 |    |
| 1996年12月—2004年1月  | 胡漢斌 |    |
| 2004年1月—2015年7月   | 呉斌   |    |
| 2015年7月現在         | 王洪元 |    |

### 卒業生
- コンジェン・ユー:北京大学教授、ランドスケープアーキテクト
- 徐冠華：中国科学院地学部院士
- 尹偉倫：中国工程院農業学部院士
- 朱之悌：中国工程院農業学部院士
- 王涛：中国工程院農業学部院士
- 張新時：中国科学院生命科学和医学学部院士
- 李文華：中国工程院農業学部院士
- 唐守正：中国科学院生命科学和医学学部院士
- 駱有慶：北京林業大学長江学者、教授
- 楊雄：中共上海市委副書記、市長、市政府党組書記
- 張效廉：黒竜江省社会科学界連合会主席
- 万峰：浙江人民広播電台の司会
- 李百煉：米国ノースカロライナ州立大学副学長
- 陳曉陽：華南農業大学学長
- 高翅：華中農業大学副学長
- 陳建偉：中国野生動物保護協会副会長
- 銭軍：北京建築大学党委書記
- 宋維明：北京林業大学学長
- 呉斌：元北京林業大学党委書記、農学博士（北海道大学）
- 何巧女：北京東方園林株式会社董会長
- 劉振国：北京碧水源科技株式会社副会長

## 対外関係
- 日本
  - 上智大学[3]
  - 北海道大学・大学院農学研究院・農学院、農学部　(2013~)
  - 千葉大学　(2016~)